# 乌什河畔吕西尼
乌什河畔吕西尼（法語：Lusigny-sur-Ouche，法語發音：[lyziɲi syʁ uʃ]）是法国科多尔省的一个市镇，位于该省西南部，属于博讷区。

## 地理
乌什河畔吕西尼（47°5'28"N, 4°40'25"E）面积10.07 平方千米，位于法国勃艮第-弗朗什-孔泰大區科多尔省，该省份为法国中东部省份，北起奥布省，西接涅夫勒省和约讷省，南至索恩-卢瓦尔省，东南接汝拉省，东临上索恩省，东北部与上马恩省接壤。
与乌什河畔吕西尼接壤的市镇（或旧市镇、城区）包括：乌什河畔布利尼、埃屈蒂尼、蒙索和埃沙尔南、维克代普雷、绍姆地区贝塞、马维利芒代洛。

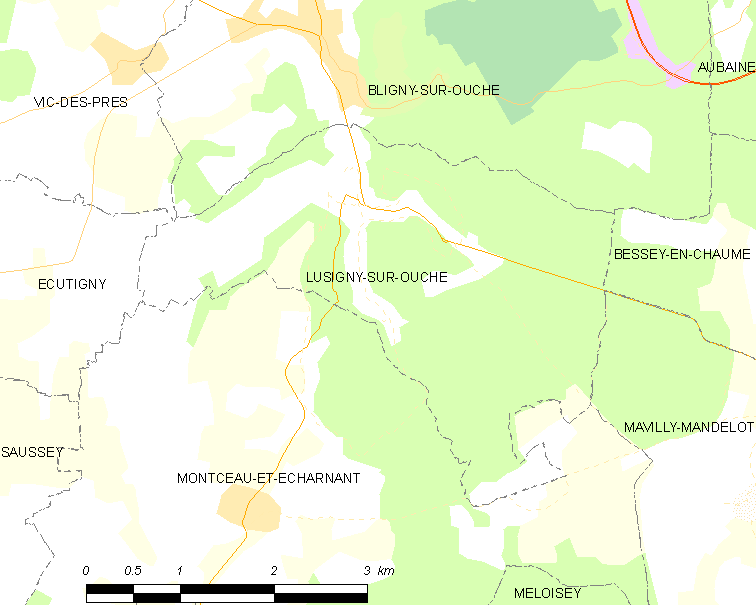
乌什河畔吕西尼的OSM定位图

乌什河畔吕西尼的时区为UTC+01:00、UTC+02:00（夏令时）。

## 行政
乌什河畔吕西尼的邮政编码为21360，INSEE市镇编码为21360。

## 政治
乌什河畔吕西尼所属的省级选区为阿尔奈勒迪克县。

## 人口

1962-2008年间乌什河畔吕西尼人口变化图示

乌什河畔吕西尼于2022年1月1日时的人口数量为116人。